# 이라크의 아들들
이라크의 아들들(아랍어:  أبناء العراق Abnāʼ al-ʻIrāq)은 아랍 부족 셰이크들과 옛 사담 후세인의 이라크 군사 장교들이 그들의 공동체 사이에서 안정화를 유지하기 위해 연합한 동맹을 의미한다. 이들은 초기에 미군의 후원을 받았다. 그러나 2013년 누리 알말리키가 이들을 보안군에 통합시키지 않음으로써 이라크의 아들들은 해산되었고, 이들 중 일부는 후에 인민동원군에 참여했고, 대다수는 이슬람 국가에 참여했다.

## 다른 이름
이라크 내 각성 회의의 다른 이름에는 아래와 같은 것들이 있다.
- "용병" (누리 알말리키 측,[4] 알 카에다[5])
- 미군/이라크 정부
  - "걱정하는 지역 시민들" – CLC[6]
  - "이라크의 아들들" - SOIZ[7]
  - "매우 걱정하는 이라크인들"[8]
  - "중요 기반시설 보안군" – CIS
  - "아브나 알이라크" – AAI
- "사흐와" 무장단체[9]
- "옛 수니파 반군들" – CFR 고위 관료 스티븐 사이먼[10]

## 평가

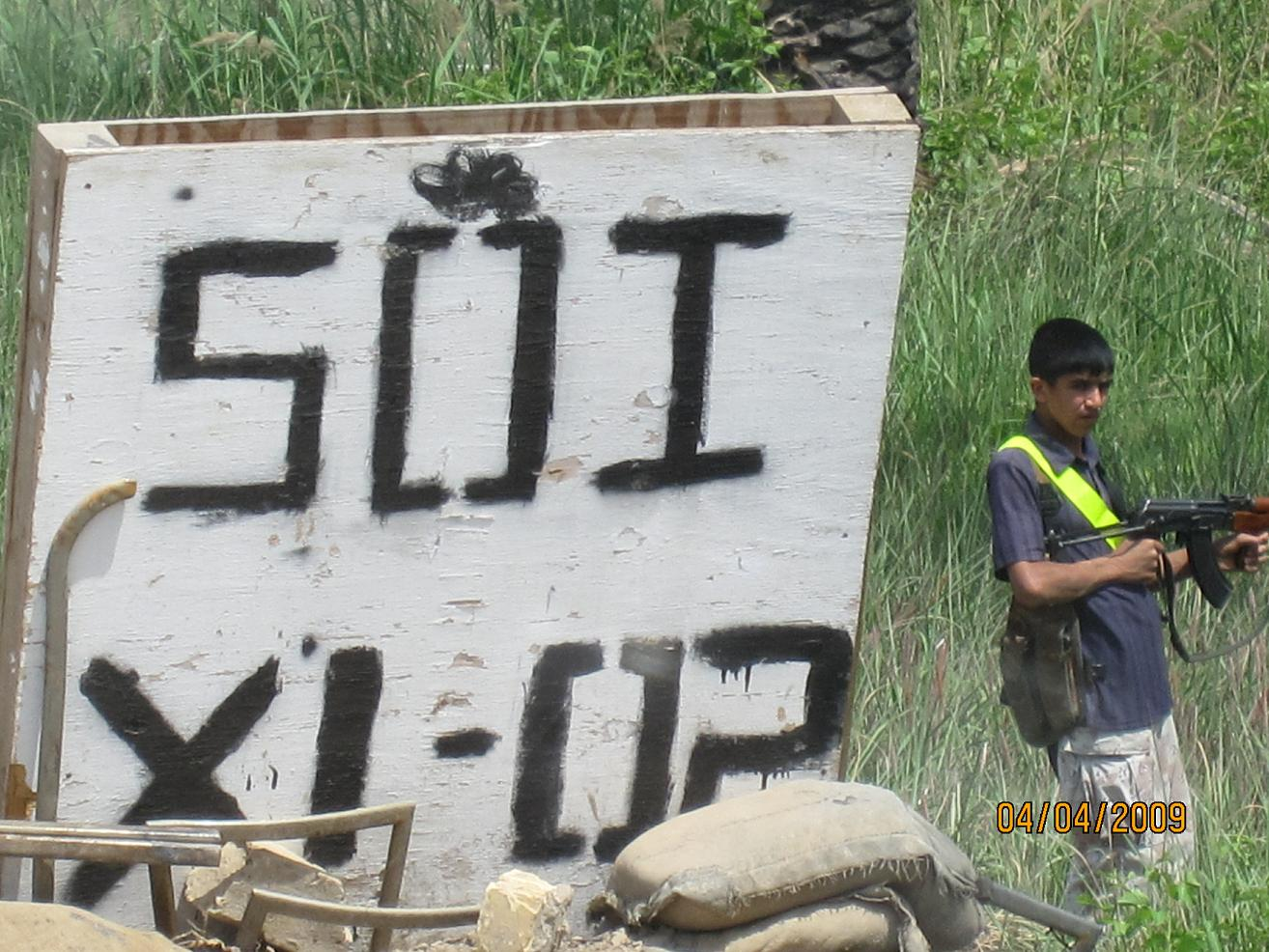
이라크의 아들들의 참여자가 체크포인트에 있다.

안바르 구원위원회는 안바르 주의 수니파 부족들 사이에서 2005년부터 시작된 동맹체로 1년도 채 되지 않아 실질적인 무장단체가 되었다.
각성회의 전투원들은 그들이 활동하는 지역에서 폭력 수준을 낮추었다는 점에서 많은 분석가들에게 신뢰를 받았다. 그러나 단체의 급격한 성장으로 미군으로부터 봉급을 받던 이들이 과거 동맹군과 맞서 싸운 활동과 알카에다 세력의 침투 우려로 이 단체는 상당한 비판을 받기도 했다. 이라크의 총리 누리 알말리키는 미국산으로 무장한 지역 시민들이 수니파 무장 반군이라고 경고했으며 그러한 단체들은 이라크 군 또는 경찰의 지휘를 받아야 한다고 주장해왔다.
이라크 국방부 장관은 수니파 각성회의 단체들을 해산하여 이들이 독립 부대가 되지 않기를 원했다. 이라크 정부는 각성회의 단체 병력 중 25%을 보안부나 군에 편입시킬 계획이었지만 이는 인민동원군가 창설되기 전까지 잘 이루어지지 않았다. 미국은 이라크 정부에게 수니파 전사들을 빨리 시아파 주도의 국가 보안군에 편입시키기를 주장했다. 몇몇 전문가들은 각성회의와 무장 단체들이 과거 분쟁에서 단기간의 군대로 이용된 이후 국가 건설을 위해 제거되었다는 점에서 유사점을 찾기도 했다.

## 안바르
2005년 외국 전투인들과 물자들을 이라크-시리아 국경에서 밀반입하던 알부 마할스 부족이 알카에다 이라크 지부와 연합한 알 살마니 부족에 의해 쫓겨나게 되었다. 이 부족은 전통적인 중심지였던 알카임에서 쫓겨난 이후 2005년 11월 데일 알포드가 이끄는 지역 미국 해병대 대대와 연합을 제안했고 미군으로부터 훈련과 무기를 제공받기 시작했다. 2006년 8월부터 12월까지 이라크 안바르 주는 알카에다의 점령지가 되었다. 알카에다 이라크 지부의 거점 대다수가 안바르 주의 수도인 라마디에 있었다. 셰이크와 장교들은 수니파였고, 이들은 초기에 알카에다 이라크 지부에 협조해 시아파 정부 및 시아파 반군과 균형을 맞추려고 했다. 그러나 이후 알카에다 이라크 지부가 주도한 테러주의가 셰이크들의 관심과 일치하지 않았다. 이후 이들은 역내 미군들과 협력하기 시작했고, 이라크 경찰과 임시 군대에도 협조했다. 이들은 시 의회의 역할을 강화하고 그들 스스로를 "깨어났다"고 표현했다. 미국과 이라크 시민들은 이후 라마디와 팔루자의 통제권을 되찾았다. 이러한 움직임은 조지 W. 부시가 주장한 반군 정책에 새로운 반향을 불러일으킨 것이었다. 부시가 제시한 6개의 목표가 달성되었고, 이라크 국민들은 그들의 도시를 지키기 위해 연합했으며 미군은 장교들과 시민들로부터 환영받았다.
몇몇 미국 정보부에서 경고가 있었음에도 불구하고 셰이크 압둘 사타르 부자흐 알리샤위가 2명의 보디가드와 함께 2007년 9월 자택 인근의 폭탄으로 인해 암살되었다. 그의 형제, 아흐메드 아부 리샤는 지도자 직위를 물려받았지만 다양한 각성회의 무장단체를 통합할 수는 없었다.
2008년 10월 이라크 정부는 미군으로부터 54,000명의 각성회의 참여자들에 대한 통수권을 인계받았다. 다수의 각성회의 참여자들이 이라크 정부가 그들의 고용을 돕는 것에 대해 불신을 표했다. "저는 이 변환이 미군의 배신이라 생각합니다."라고 변환에 대해 각성회의 참여자 중 한 명이 대답했다.

## 이라크에서의 활동
미군과 이라크 정부는 이들을 동맹군의 일부로 간주하며 수당을 지불했다. 이들의 임무는 이웃 지역을 순찰하거나 동맹군을 보호하거나 다른 수니파 반군들과 교전하는 것이었다. 미군은 이 단체가 알카에다 이라크 지부를 제거하고 부수적인 피해로부터 보호를 받는데 큰 도움이 되었다고 말했다 더 워싱턴 포스트는 각성 회의가 알카에다 이라크 지부의 전략을 부드럽게 만들고 있다고 말했다.
알카에다 이라크 지부는 이 집단이 반군과 싸우고 있다는 것과 "추잡한 십자군들"의 편에 들었다는 것을 비난했다. 각성회의 참여자들은 옛 반군이었고, 몇몇 각성회의 참여자들은 옛 각성회의 참여자들의 자살 테러로 사망했다. 각성회의 운동에 참여한 셰이크들도 운동에 반대하는 이들로부터 빈번히 암살되었다.
정부 책임청은 이 단체가 여전히 이라크 정부와 협력하지 않고 있다는 것과 반군의 유입 가능성을 경고했다. 그러나 이 보고서는 오류가 있는 데이터를 사용했다는 것과 그린 존 분석에 의존했다는 점에서 큰 비판을 받았다.

## 해산
시아파가 주도한 이라크 국방부는 이라크의 아들들을 해산할 계획을 가지고 있으며 그들이 독립된 군 단체가 되지 않게 하려고 했다. "우리는 완전히, 그리고 전적으로 각성회의가 제3의 군사 조직이 되는 것을 거부합니다."라고 이라크의 국방부 장관 압둘 카디르 알오바이디가 말했다. 알오바이디는 이 집단이 본부 건물을 어떤 기반 시설을 가지는 것도 허용하지 않겠다고 말했다.
이라크 정부는 시아파가 장악하고 있는 군 및 보안 기관에 이라크의 아들의 25%를 포함시키고 나머지 참여자들은 간헐적인 훈련을 제공하기로 약속했다. 이라크 국내부는 7,000명의 군인들을 일시 계약으로 고용하는데 합의하고 3,000명을 추가적으로 고용할 계획이다. 그러나 장관은 참여하는 병사들에 대해 계약 기간이나 특별한 지위를 명시하지 않았다. 캘리포니아 대학의 국제학 담당자인 데보라 D. 아반트는 단기간의 군사 작전에 사용된 과거 분쟁의 무장 단체와 각성회의 사이에는 불길한 유사성이 있다고 말했다.
제임스타운 단체의 이라크 전문가 렘지 마르디니에 따르면 "각성회의의 등장은 메흐디 민병대를 재점화시킬 우려가 있다고 말했다. 2008년 2월 22일 메흐디 민병대의 지도자 무크타다 알사드르는 메흐디 민병대 군인들에게 정전을 확대시킬 것이라 말했다. 그러나 마르디니에 따르면 수니파 부족들의 각성회의의 지위는 정전을 짧게 유지할 것이라고 말했다. 마르디니는 이 운동의 요구가 이라크의 시아파가 지배하는 중앙 정부에 만족되지 않을 시 미국의 안정화 전략이 실패로 끝날 위험이 있다고 말하며 반란 이전의 상황으로 돌아갈 수 있다고 말했다. 미국-영국의 2007년 이라크 반란은 마르디니의 추측이 틀렸음을 입증하는 것처럼 보였다. 각성회의의 요구는 이라크 보안군에 그들의 병사들이 합쳐지는 것이었다.
2008년 8월 이라크 총리 누리 알말리키는 100,000명의 이라크의 아들들의 참여자 중 3,000명에게 디야라 주에 직업을 주었고, 이들이 지역 내부의 무장 단체에 대한 정보를 주기를 희망했다. 다른 참여자들은 번영의 전조 작전에 투입되었다.
2009년 3월, 이라크 각성운동의 파드힐 지역 지도자이자 수니파 부족 지도자가 살해죄에 대한 논란으로 체포되었다. 아델 알마쉬하다니도 파드힐 지도자를 체포하지 말 것에 대해 주장하다가 붙잡혔다. 그의 체포는 각성회의와 이라크 정부 사이에서 이틀 간의 총격전이 벌어지는 원인이 되었다. 2009년 11월 그는 유죄가 입증되어 살해와 납치의 죄로 사형을 선고받았다.
2012년 6월 6일, 70,000명의 이라크의 아들들 병사들이 이라크 보안군에 통합되거나 민간 직업을 부여받았고, 30,000명의 병사들은 중요지점을 지키며 한 달에 $300를 지급받았다. 2013년 1월 29일 이라크의 시아파 장교는 그들이 각성회의 전투자들의 봉급을 올릴 것이라고 말했다. 몇몇 41,000명의 각성회의의 참여자들은 500,000 이라크 디나르를 받았다. 2013년 1월 21일 시아파 주도 이라크 정부는 26명의 이라크의 아들들 참여자를 "테러리스트"의 죄로 처형시켰다. 이 중에는 2009년 3월 체포되어 11월 사형을 선고받은 아델 마쉬하다니도 포함되어 있었다.

## 이슬람 국가의 복구
2010년 누리 알말리키가 재선된 이후 이슬람 국가는 수니파 부족 지도자들을 암살하고 이라크 안바르 주에 있는 각성 운동 지도자들을 처형하기 시작했다. "칼 벼르기"라 불리는 IS의 비디오에 이들의 암살이 찍혔다. 2009년에서 2013년 사이에 1,345명의 각성회의 참여자들이 사망했다. 주르프 알사크하르에서 46명의 참여자가
27건의 사건으로 암살되었다.

## 같이 보기
- 알카에다 이라크 지부